# 孔甲
孔甲（？—？），姒姓，名孔甲，中國上古夏朝的第十四任君主，是不降的兒子、扃的侄子。在扃的兒子廑去世後，立不降之子孔甲为帝。《史记·夏本纪》认为孔甲是一個昏君，喜歡自扮鬼神，「事淫亂」，因此諸侯離棄他。传说中，天帝曾赏给孔甲雌雄各两条龙，孔甲请唐尧的后裔刘累给自己养龙，一条雌龙意外死了以后，刘累把龙烹调后骗孔甲吃了，等孔甲追要这条龙时，刘累就逃到了鲁县。《列仙传》记载孔甲还找了个叫师门的人来养龙，却惹怒了孔甲，孔甲就把师门给杀了，天地间风雨交加，雨停后又有大片树木被焚烧殆尽，孔甲觉得这是天灾，想要出去祈祷，结果死在了半路上。《国语·周语下》则认为“孔甲乱夏，四世而陨”，把孔甲乱政视为导致夏朝灭亡的开端。《吕氏春秋·音初》中又称孔甲在养子被斧断足后，感叹而吟詠〈破斧〉歌，是中国东方音乐的初始。
清华简《厚父》中将孔甲视为“再夏之哲王，乃严寅畏皇天上帝之命，朝夕肆祀，不盤于康，以庶民，惟政之恭，天则弗斁，永保夏邦”，认为夏桀是由于“弗用先哲王孔甲之典刑”才导致亡国，颠覆了中国后世两千多年来孔甲的昏君形象。郭永秉等学者指出，孔甲在先秦时期其实更多是正面的明君形象，是作为“守司刑法”的明君哲王登场的，但这与儒家不主张刑杀的政治理想是明显不合的，所以儒家系统的文献，除了《左传》记有古老的孔甲豢龙的故事，基本不反映正面的孔甲，《国语》则直接否定孔甲，孔子删减后剩下的百篇《尚书》也不选入《厚父》，制典刑的孔甲后来就被安排为黄帝的大臣著有《盘盂》二十六篇了。汉代以后的《史记》和《列仙传》中记载的孔甲的负面荒淫事迹是古史累积的产物，而在一些杂家著作如《吕氏春秋》和清华简中比较古老的文献中，尚保存有早期的说法，这对认识夏代历史弥足珍贵。《吕氏春秋·音初》记载孔甲、夏禹、河亶甲和辛余靡、秦穆公分别导致了“东音”、“南音”、“西音”、“北音”的产生，孔甲以外的发明音乐的其余四人都是正面人物，作者在此是赞赏他们有音乐才华，且该故事中孔甲进入民舍而民众却能自由讨论问题。清代学者梁玉绳认为，《史记·夏本纪》说孔甲淫乱，是参照了《左传》的“有夏孔甲扰于有帝，帝赐之乘龙，河、汉各二，各有雌雄。孔甲不能食，而未获豢龙氏。陶唐氏既衰，其后有刘累学扰龙于豢龙氏，以事孔甲” ，但这里的“扰于有帝”的“扰”是拜会之意而非打扰之意，天帝能够嘉奖孔甲，反而说明孔甲是贤君，杜预则在此注“孔甲，少康之后九世君也，其德能顺于天”。《国语·周语下》不可尽信，其中后面接着又说“帝甲乱商，七世而殒”，然而商王祖甲其实贤明而并非乱君。对于孔甲的恶评，亦当做如是观。

## 在位时间
- 宋人邵雍所著的《皇極經世》稱孔甲在位31年。夏帝孔甲  BC  1879 – 1849 (紀元通譜 民初東吳大學教授史襄哉編)